# Seznam osebnosti iz Občine Braslovče
Seznam osebnosti iz občine Braslovče vsebuje osebnosti, ki so se tu rodile, umrle ali delovale. 
Občina Braslovče je sestavljena iz 22 naselij: Braslovče, Dobrovlje, Glinje, Gomilsko, Grajska vas, Kamenče, Letuš, Male Braslovče, Orla vas, Parižlje, Podgorje, Podvrh, Poljče, Preserje, Rakovlje, Spodnje Gorče, Šentrupert, Šmatevž, Topovlje, Trnava, Zakl in Zgornje Gorče.
Največ osebnosti prihaja iz področja religije, politike in uprave.

## Politika
- Janez Hausenbichler, politik, župan, narodni buditelj, gasilec, organizator političnih taborov in čitalnic, podjetnik, hmeljar, planinec, častni občan (1838, Žalec – 1896, Žalec), s Karlom Hauptom sta v današnjem Šmatevžu opravila prve poskuse pridelave savinjskega goldinga.
- Karl Haupt pl. Hohentrenk, vitez, hmeljar (?, ? – ?, ?), huzarjev vitez, leta 1869 kupil dvorec Štrovsenek v današnjem Šmatevžu. Z Janezom Hausenbichlerjem sta v današnjem Šmatevžu opravila prve poskuse pridelave savinjskega goldinga.
- Milan Korun, politik, odvetnik (1886, Braslovče – 1962, Ljubljana) (SB)
- Lovro Baš, politik, časnikar, notar (1849, Spodnje Gorče – 1924, Celje) (SB)
- Vilko Šlander, politični delavec (1910, Prebold – 1941, Šentrupert) (OSP)
- Franc Inkret, slovenski generalpodpolkovnik Jugoslovanske Ljudske armade (1914, Spodnje Gorče – 1978, Beograd) (SB)
- Milan Dobnik, župan, profesor geografije in zgodovine, ravnatelj šole (1945, Celje – 2006, Griže), župan Občine Žalec, ki je leta 1990 obsegala tudi občino Braslovče. (OSP)
- Fran Kovča, pravnik (1879, Šentrupert Braslovče – 1952, Šentrupert), fašistične oblasti so ga izgnale v Kraljevino Srbov, Hrvatov in Slovencev.

### Borci
- Srečko Puncer, borec za severno mejo, literarni ustvarjalec (1895, Loka pri Zidanem Mostu – 1919, Vovbre/Haimburg Avstrija), živel in deloval v Braslovčah.
- Ferdinand Remic, padli borec (?, ? – 1942, Veliki Vrh), boril se je v različnih partizanskih enotah, deloval pri političnem delu z aktivisti v različnih krajih. (RN)
- Justina Mogu Draga, padla borka, partizanka (?, ? – ?, Celjska bolnišnica), borka v Savinjski četi, po njej pa je poimenovan kulturni dom. (RN)
- Ivan Remic Prešeren, padli borec (?, ? – 1943, Osankarica) (RN)
- Ivan Stopar Sulc, padli borec (?, ? – 1943, Osankarica), vodnik v prvi čreti. (RN)
- Rudolf Ramšak, padli borec (?, Letuš – 1943, Mauthausen), nemški policisti so ga odpeljali v koncentracijsko taborišče, umrl v tujini. (RN)
- Franc Vodovnik, padli borec (1901, Letuš – 1942, Stari pisker) (RN)
- Pavel Rovšnik, aktivist (1909, Podvrh – 1944, Vižmarje) (RN)

## Religija
- Sebastijan Pogačar, duhovnik, pesnik (1693, Zgornje Gorje – 1762, Ljubno na Gorenjskem), služboval v Braslovčah.
- Karel Peer pl., duhovnik, kanonik, generalni vikar (1697, Braslovče – 1776, Ljubljana), kranjski plemič (SB)
- Jernej Hammerschegg, duhovnik, redovnik, jezuit, misijonar (1727, Braslovče – 1764, Ljubljana) (SB)
- Janez Goličnik, kaplan, župnik, čebelar, čebelarski strokovnjak (1737, Mozirje – 1807, Griže), deloval v Braslovčah. (OSP)
- Mihael Stojan, nabožni pisec, prosvetni delavec, duhovnik (1804, Teharje – 1863, Braslovče), zagovornik slovenskega jezika (SB)
- Vincenc Novak, duhovnik (1807, Braslovče – 1869, Spodnja Polskava), sodelavec »Drobtinic« (SB)
- Jakob Hribernik, duhovnik (1857, Čadram – 1920, Braslovče) (SB)
- Franc Cukala, duhovnik, ravnatelj semenišča, stolni prošt (1878, Gomilsko – 1964, Maribor), bil je predsednik Celjske Mohorjeve družbe. (SB)
- Franc Puncer, duhovnik (1916, Braslovče – 2008, ?) )
- Ivan Rojnik, duhovnik, teolog, filozof in pedagog (1947, Podvrh pri Braslovčah), predstojnik Pedagoško-katehetskega inštituta. (SB)
- Jožef Čokl Ruhethal, ? (?, ? – ?, ?), prebivalec in zadnji lastnik gradu Žovnek.
- Vinko Rojnik, cerkveni organist (?, ? – ?, ?), vodil pevski zbor.

## Uprava

### Plemstvo
- Herman I. Celjski, celjski grof, vodja rodbine Celjskih (okoli 1333, Štajerska – 1385, Dunaj), leta 1360 skupaj z Viljemom Celjskim Braslovčam podeli trške pravice.
- Viljem Celjski, celjski grof, sovladar Hermana II. (?, Štajerska – 1392, Dunaj), leta 1360 skupaj Hermanom I. Celjskim Braslovčam podeli trške pravice.
- Veronika Deseniška, grofica Celjska (1380, ? – 1425, Loke pri Taboru Grad Ojstrica), žena Friderika II. Celjskega, prvotno pokopana v Braslovčah, kasneje prekopana v samostansko cerkev Kartuzijanskega samostana Jurklošter.
- Friderik II. Celjski, celjski knez, celjski grof, zagorski grof, slavonski ban in krapinski baron (1380, ? – 1425, Loke pri Taboru Grad Ojstrica)
- Jakob Strauss, filozof, zdravnik, fizik, astronom (okoli 1553, Ljubljana – 1590, Celje), prenovil dvorec "Straussenhof", slov. Graščino Štovsenek v renesančnem slogu.
- Franc Jožef Peer, (?, ? – ?, ?), oče Karla Peera, prvi znani lastnik dvora Legant, ki stoji v centru Braslovč.
- Gebhard I. Savinjski, (?, ? – ?, ?), prednika Žovneške rodbine.
- Gebhard II. Savinjski, (?, ? – ?, ?), naslednik Gebharda I. Savinjskega.

## Kultura
- Felicijan Globočnik, pisatelj, duhovnik (1810, Braslovče – 1873, Griže, Žalec), prijateljeval je z Antonom Martinom Slomškom. (SB)
- Franc Kosar, pisatelj, duhovnik, stolni dekan (1823, Braslovče – med 10. junijem 1894 in 11. junijem 1894, Ika Hrvaška), Slomškov učenec.
- Franc Suher, likovni pedagog, strokovni pisec (1861, Huda Jama – 1944, Ljubljana) (OSP)
- Stanko Virant, časnikar, urednik (1890, Gomilsko  – 1971, Gomilsko) (OSP)
- Meta Rainer, učiteljica, pesnica, prevajalka (1904, Ptujska Gora – 1995 Polzela), živela in delovala je v Braslovčah. Med 2. svetovno vojno jo je okupator odpeljal iz Braslovč, po pol leta pa se je tudi vrnila nazaj. (OSP)
- Jaka Slokan, časnikar, kmetijski pisec (1909, Spodnje Gorče – 1982, Ljubljana) (SB)
- Dušan Ludvik, bibliotekar, germanist, prevajalec, univerzitetni profesor (1914, Braslovče – 2001, Ljubljana), med leti 1944 do 1954 je bil zaposlen v NUK-u, kjer je opravljal delo bibliotekarja, hkrati pa je na Filozofski fakulteti v Ljubljani predaval nemško zgodovinsko slovnico. (OSP)
- Zdravko Prislan, bibliotekar (?, ? – ?, ?), med vojno je uredil knjižnico, seznam knjig in zbral veliko število izposojenih oz. izgubljenih knjig.
- Anica Brišnik, pevka, režiserka, organizatorka (?, ? – ?, ?), vodila dramsko skupino v letih od 1976 do 1988.
- Karel Virant, ustanovitelj zbora, vodja zbora (?, ? – ?, ?), leta 1959 je ustanovil moški pevski zbor.
- Ivan Dobnik, pesnik, prevajalec, esejist, samostojni kulturni delavec (1960, Celje), živi in ustvarja v Ljubljani in Šmatevžu.
- Jolanda Železnik, bibliotekarka, direktorica, ekonomistka (1965, Celje), delovala je v samostojnem zavodu Medobčinska matična knjižnica Žalec, ki je leta 2002 zajemal občine Spodnje Savinjske doline (Braslovče, Polzela, Prebold, Tabor, Vransko, Žalec). V lokalnem okolju je znana kot stalna sodelavka kulturnih društev, organizacij, ustanov in svetov. (OSP)
- Vinko Šmajs, literat, publicist, pedagog (1924, Parižlje pri Braslovčah - 2016 Topolšica)
- Franc Hribernik, zgodovinar, ravnatelj, pedagog, kronist (1887, Braslovče - 1965 Mozirje)

## Šolstvo
- Jakob Lopan, šolnik, urednik (1844, Braslovče – 1897, Celje) (SB)
- Valentin Korun, šolnik, pisatelj (1865, Glinje – 1940, Ljubljana), bil je predsednik ljubljanske sekcije Profesorskega društva (1919–25). (SB)

## Geografija
- Franjo Baš, geograf, zgodovinar, etnolog, arheolog, muzealec, konservator (1899, Kamenče – 1967, Ljubljana), je soutemeljitelj arhivske, muzejske in konservatorske dejavnosti na Slovenskem pred in po drugi svetovni vojni. (SB)
- Milan Natek, geograf (1933, Podvrh pri Braslovčah), (SB)
- Vlado Lorber, amaterski arheolog, kulturni delavec in učitelj (1908, Braslovče)– 1986 , Andrenci) (SB)

## Šport
- Matjaž Debelak, smučarski skakalec, trener skakalcev (1965, Celje), deloval v Braslovčah. (OSP)
- Taja Steblovnik, odbojkarica, trenerka odbojke (?, Braslovče), deluje in živi v Braslovčah.

## Gospodarstvo
- Simon Kukec, pivovar (1838, Povir pri Sežani – 1910, Žalec), "oče Laškega piva". Za občino Braslovče je pomemben zaradi turizma, saj je v Ekomuzeju hmeljarstva in pivovarstva predstavljen kot pomembna osebnost.
- Ala Adamia, marketinška menedžerka, zdravnica, prostovoljka (?, Romunija), predsednica združenja Migrena, deluje v Braslovčah in Polzeli, žena Jožefa Drofenika.

## Glasba
- Pavel Rančigaj, glasbenik, skladatelj, orglavec (1899, Kapla – 1972, Ljubljana) (SB)